# Колос, Андрей Данилович
Андрей Данилович Колос (6 ноября 1918, Моисеевка (ныне в Мозырском районе Гомельской области) — 15 ноября 2010) — советский белорусский журналист, в 1972—1984 — главный редактор «Сельской газеты» (Минск, сейчас называется «Белорусская нива»), заслуженный деятель культуры БССР.

## Биография
Родился 6 ноября 1918 года в деревне Моисеевка Мозырского района. В возрасте 19 лет окончил Мозырское педучилище, работал учителем в семилетней школе деревни Глушковичи Лельчицкого района.
На момент начала Великой Отечественной войны был курсантом одного из бобруйских военных училищ. Перейдя в действующую армию, был командиром взвода и роты. Оставшись на оккупированной территории, ушёл в партизаны, где принял под своё командование сначала роту, а затем отряд имени Александра Невского в Мозырской партизанской бригаде.
В 1944—1948 годы был заместителем председателя Мозырского горисполкома, председателем Волковысского горсовета, редактором газеты «Заря» (Волковыск).
В 1948—1963 собкор, заведующий отделом, ответственный секретарь, заместитель редактора газеты «Гродненская правда». В 1955 году заочно окончил Гродненский педагогический институт. В 1963—1965 — начальник управления по печати Гродненского облисполкома, в 1965—1970 редактор газеты «Гродненская правда».
С 1970 года — в «Сельской газете» (Минск): заместитель редактора, в 1972—1984 годы — главный редактор.
Умер 15 ноября 2010 года.

## Награды и звания
Депутат Верховного совета БССР, лауреат премии союза журналистов Белоруссии, заслуженный деятель культуры БССР, представитель БССР на ХХХ сессии Генассамблеи ООН в Нью-Йорке (1975). Награждён орденами и медалями, в том числе медалью ВДНХ.